# Strada Cars
Strada Cars Limited war ein britischer Hersteller von Automobilen.

## Unternehmensgeschichte
Das Unternehmen aus Saxmundham in der Grafschaft Suffolk wurde 1971 gegründet. 1974 begann die Produktion von Automobilen. Der Markenname lautete Strada. Geplant waren 100 Fahrzeuge pro Jahr. 1975 endete die Produktion. Insgesamt entstanden drei Exemplare.

## Fahrzeuge
Das einzige Modell war der 4/88. Die Basis bildete ein Spaceframe-Rahmen mit Radaufhängungen vom Triumph GT 6. Ein Vierzylindermotor vom Ford Escort Mexico mit 1600 cm³ Hubraum und 88 PS Leistung war in Mittelmotorbauweise hinter den Sitzen montiert und trieb die Hinterachse an. Ein Getriebe von Volkswagen wurde verwendet und angepasst. Die zweisitzige Karosserie bestand aus Fiberglas. Das Fahrzeug bestand den Crashtest der Motor Industry Research Association.